# 崔璪
崔璪（？—？），唐朝博陵安平人，出自博陵崔氏第二房，崔恭禮的五世孙，崔意的孙子，同州刺史崔頲之子，崔琯、崔珙的弟弟，崔玙、崔球的兄长。
开成初年，崔璪为吏部郎中，转任给事中。会昌初年，出为陕虢观察使，转任河南尹，入朝为御史中丞，转任吏部侍郎。大中初年，改兵部侍郎，充诸道盐铁转运使，辟王凝为巡官。崔铉再辅政，罢崔璪使职，改为检校兵部尚书，兼河中尹、御史大夫，充河中晋绛磁隰等州节度观察使。大中七年（853年），入朝为尚书左丞，七月，以正议大夫、尚书左丞、上柱国、赐金鱼袋崔璪为刑部尚书。其子崔滔，字深之，大中初年登进士第。